# Mike Mahovlich
Mike Mahovlich, född 27 augusti 1960, är en friidrottare från Kanada. Han deltog vid olympiska sommarspelen 1988.